# Neros nymfeum
Neros nymfeum var ett monumentalt nymfeum, uppfört av den romerske kejsaren Nero vid Claudius tempel på kullen Velia i Rom kort efter Roms brand år 64. Nymfeet, vilket ingick i palatskomplexet Domus aurea, hade sju nischer med kolonner i polykrom marmor och krävde enorma mängder av vatten från akvedukten Arcus Neroniani, som var en del av Aqua Claudia. Efter Neros död år 68 avbröts byggnadsarbetena och delar av Domus aurea revs. Vid anläggandet av den moderna Via Claudia 1880 återupptäcktes Neros nymfeum.
Nymfeet var 167 meter långt och 11 meter högt och uppfört i betong. Nymfeets betongkärna är allt som återstår i dag. En av nymfeets absider inkorporerades senare i Oratorio di San Lorenzo.

## Bilder
| - Rekonstruktion av fasaden. |